# 曹一士
曹一士（1679年—1736年），字諤廷，号济寰，江蘇青浦縣人。清朝官员、诗人。

## 生平
曹泰曾少子。为诸生三十餘年，选拔授通州如皋县教谕。雍正四年中举，次年春试不第。雍正八年（1730年）進士，选翰林院庶吉士，授编修，参纂《大清一统志》。雍正十三年，考選雲南道監察御史。乾隆元年官至工科给事中。能為民請命，上疏请求对“比附妖言”之罪从宽处治，嚴禁公报私仇诬告他人。曾师从方苞，学习古文法，诗文“温雅有致”。有《四焉斋诗集》六卷、《四焉斋文集》八卷。有女兒曹錫珪，嫁葉承。次女曹錫淑，嫁陸秉笏。三女曹錫堃，爲秉笏繼妻。

## 延伸阅读
[在维基数据编辑]
 《清史稿/卷306》，出自趙爾巽《清史稿》